# 中里優介
中里 優介（なかざと ゆうすけ、1971年 - ）は、東京都出身のイラストレーター。慶應義塾大学法学部中退。青山学院大学経営学部卒業。慶應義塾大学在籍中、同人誌やフリーマガジンなどで活動。その後、活動を休止し、中国留学を経て、大手事務機メーカーに勤務。数年後、大手家電メーカーに現職を得る。現在はボランティアで主にNPOが発行するパンフレットや機関紙などにイラストを提供している。
社団法人日本児童文芸家協会正会員。

## 作品
- 『社長くん』（1992年）
- 『どてら着の男（やつ）』（1993年）
- 『北極マグマ』（1994年）
- 『パンダとん』（2001年）
- 『ぼく ちきゅうです』（2009年）
- 『わたし つきです』（2011年）
- 『おれ かせい』（2012年）
- 『チベットの夜空』（日本児童文芸家協会、児童文芸4・5月号、2012年、ISBN 978-4877866747）